# Pont de Buzet-sur-Tarn
Le pont de Buzet-sur-Tarn est un pont suspendu qui traverse le Tarn pour relier le village de Buzet-sur-Tarn (Haute-Garonne) à ses coteaux.

## Le pont actuel
Il ne possède qu’une seule voie de circulation.
La construction de ce pont suspendu a commencé en 1954 et s'est finie en mai 1955. Le pont a été conçu par l'ingénieur Georges Imbault de l'entreprise Baudin Chateauneuf, spécialisée dans les constructions métalliques.
Il est réalisé en briques rouges foraines (pour ses fondations en béton armé) et en acier.
Le pont mesure 150 mètres de long. Sa hauteur au-dessus du Tarn est de 16 mètres et il pèse 220 tonnes.
Le pont a été inauguré le 15 août 1955 en présence de Joseph Constans, alors maire de Buzet-sur-Tarn.

## Histoire
Le premier pont de Buzet-sur-Tarn fut construit au XIIIe siècle par le comte Raymond VII de Toulouse avec de la pierre et un tablier de bois couvert, comme la plupart des ponts de cette époque ; c'est alors le seul pont de pierre entre Montauban et Albi. Ce pont se fragilisa au fil du temps, il fut même plusieurs fois partiellement ou entièrement détruit et reconstruit. Il s'écroula finalement en 1718, ses vestiges sont encore visibles aujourd'hui.
Au milieu du XVIIIe siècle, les États de Languedoc constatent le délabrement et l'inutilité du pont et lui préfèrent alors celui de Saint-Sulpice-la-Pointe sur l'axe Toulouse-Albi. Un bac est alors aménagé pour faire traverser les personnes, les charrettes et le bétail. La tradition orale rapporte de nombreux naufrages.
Le pont fut finalement relevé en 1872 mais il devint insuffisant pour assurer le trafic qui augmentait avec la création des usines le long du Tarn.
Il fut remplacé en 1924, mais endommagé par la crue de 1930.

Le Tarn vu du pont suspendu - les piles de l'ancien pont
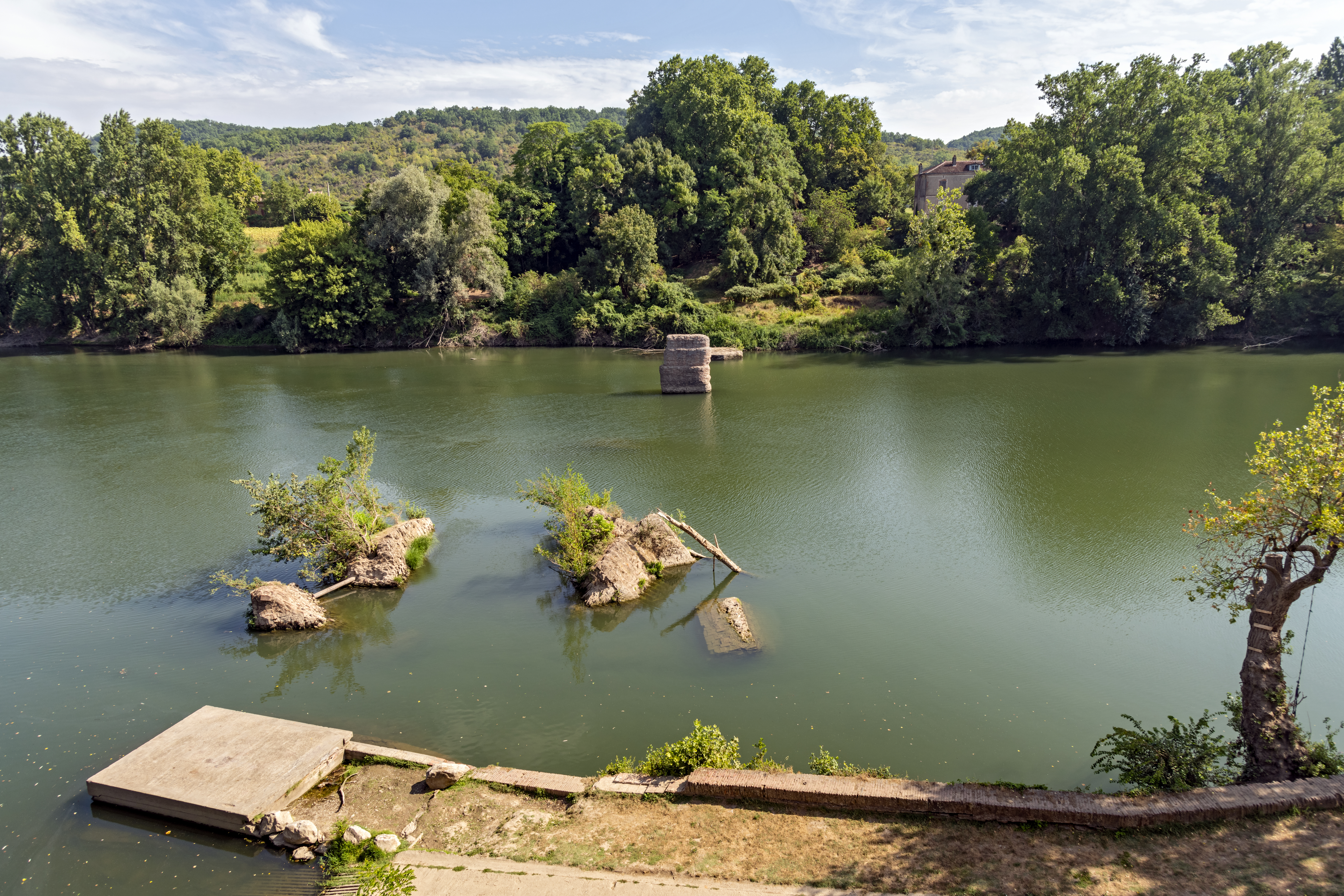
Les piles de l'ancien pont détruit en 1718 et l'emplacement du Bac (1739-1839)

## Galerie

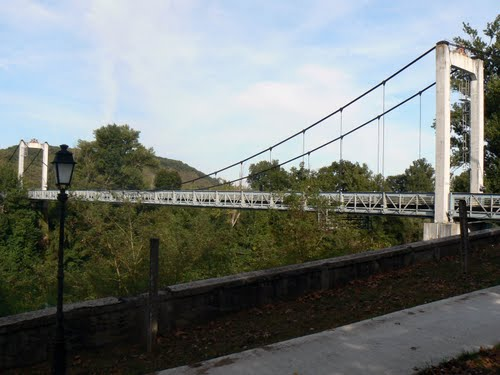
Vue du pont.
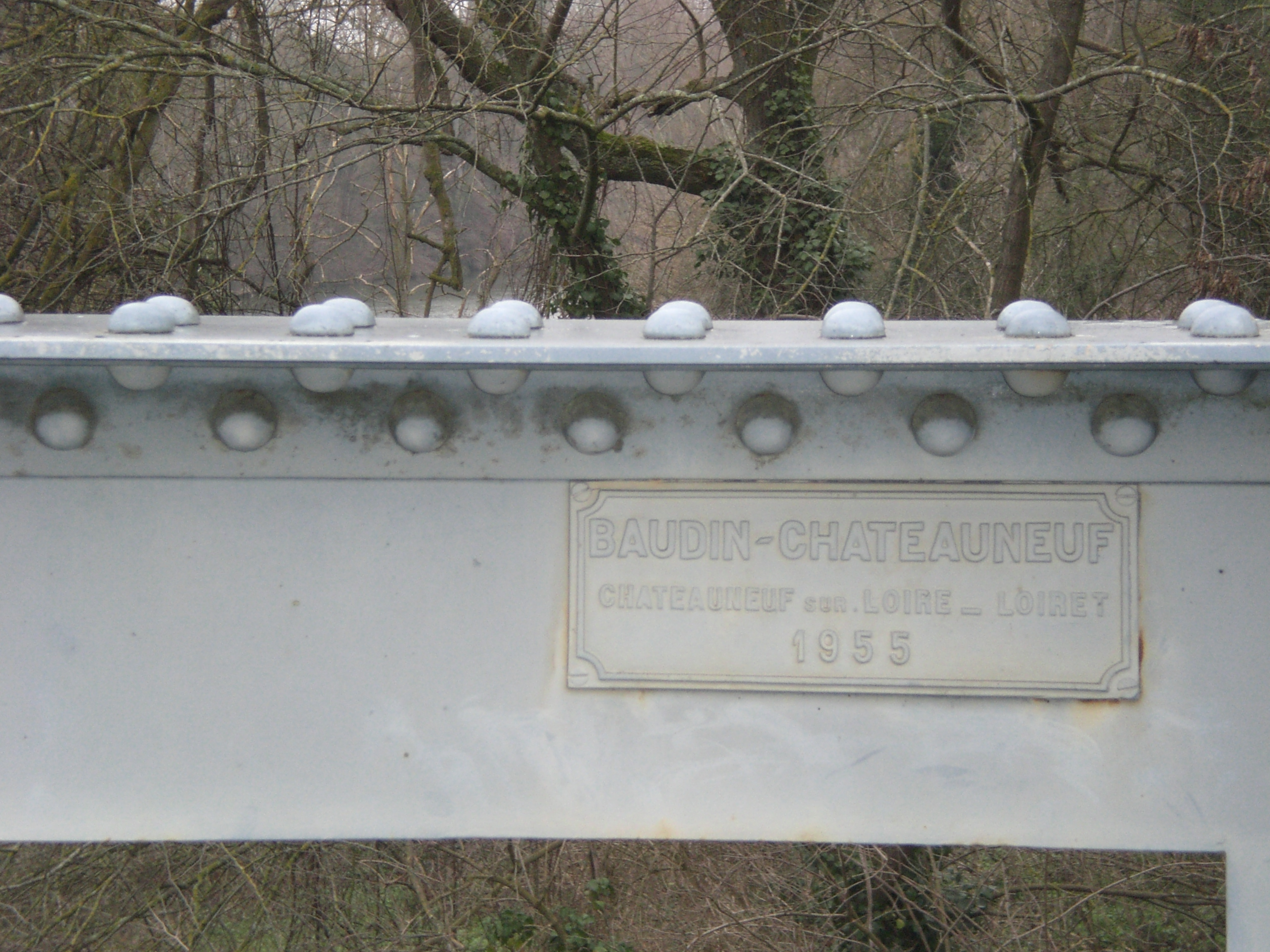
Plaque sur le pont de Buzet-sur-Tarn